# Henderson (Louisiana)
|  | Dieser Artikel wurde aufgrund von inhaltlichen Mängeln auf der Qualitätssicherungsseite des Projektes USA eingetragen. Hilf mit, die Qualität dieses Artikels auf ein akzeptables Niveau zu bringen, und beteilige dich an der Diskussion! Eine nähere Beschreibung der zu behebenden Mängel fehlt. |

Henderson ist eine Kleinstadt im St. Martin Parish des US-Bundesstaates Louisiana. Das U.S. Census Bureau hat bei der Volkszählung 2020 eine Einwohnerzahl von 1617 ermittelt.
Henderson liegt am westlichen Rand der als Nationales Kulturerbe anerkannten Sumpfgebiete des Atchafalaya Basin zwischen Lafayette im Westen und Baton Rouge im Osten am und damit im Zentrum des durch frankophone Einwanderer geprägten Cajun Country.
Der Interstate-10-Highway, der hier als Atchafalaya Swamp Freeway bekannt ist, führt nördlich an Henderson vorbei und überquert auf den Stelzen einer 29,3 Kilometer langen Hochstraße den Henderson Lake und die Sumpfgebiete des Atchafalaya River, einem Mündungsarm des Mississippi River.